# Sainte-Geneviève-sur-Argence

Sainte-Geneviève-sur-Argence este o comună în departamentul Aveyron din sudul Franței. În 1 ianuarie 2018 avea o populație de 972 de locuitori.